# Theodor van der Schuer
Theodor o Theodoor o Dirck Cornesliszoon van der Schuer o Schuur o Schuyr,   detto Vriendschap (L'Aia, 1634 – L'Aia, dicembre 1707), è stato un pittore, disegnatore e decoratore d'interni olandese del secolo d'oro.

## Biografia
Allievo di Sébastien Bourdon a Parigi nel 1651, si recò, come dipendente dello studio del Bourdon, a Stoccolma nel 1652, dove si guadagnò la stima della regina Cristina di Svezia realizzando parecchi dipinti.
Soggiornò a Roma dal 1661 al 1665, dove divenne membro della Schildersbent con il soprannome di Vriendschap e dove studiò le opere dei maestri italiani.
Nel 1666 fu di ritorno all'Aia, dove rimase fino alla morte, tranne dal 1668 al 1672 quando eseguì alcune opere nel municipio di Maastricht. Nel 1682 partecipò alla costituzione dell'Accademia dell'Aia assieme a Willem Doudijns, Robbert Duval e Daniel Mijtens II.
Rappresentò principalmente soggetti storici, allegorici, architetture ed eseguì ritratti.
Furono suoi allievi Richard van Bleeck, Jan Hendrik Brandon, Cornelis de Bruijn, François Mannes, Hendrick Nieulant, Abraham Oosthoorn e Cornelis van der Salm.